# バム
バム（ペルシア語: بم 、 Bam）はイランの南東部ケルマーン州バム郡の郡都、2006年での人口およそ80,000人、約2万世帯の都市。古代の要塞都市アルゲ・バムが北東近郊にある。砂漠のエメラルドと呼ばれることもある。
バムはアルゲ・バムよりも後のペルシア帝国期に構築されたと見られる。経済的にも商業的にも非常に重要な地で、繊維業と布が名産であった。
1722年にアフガニスタンの軍勢の侵攻で一度、町は放棄される。さらにシーラーズの攻撃を受けて二度目の放棄を余儀なくされた。この時代には兵舎があった。その後、次第に農業や工業の中心となっていき、2003年の地震（後述）までは急成長をしつつあった。特に、ナツメヤシと柑橘系の果実（特にオレンジ）で知られていた。また、アルゲ・バムの観光客は近年益々増加してきており、観光も重要な収入源となっていた。
バム生まれの人物には、元イラン大統領のアリー・アクバル・ハーシェミー・ラフサンジャーニーがいる。彼の影響がバムの急速な発展に役立つことがあった。

## 2003年の地震
2003年12月26日、現地時間の午前5時26分（日本時間では午前10時56分）に、遺跡の地下を走る活断層「バム断層」で地震（バム地震）が発生した。米国地質調査所はマグニチュード6.5と発表した。BBCは「近代都市バム」の70%が破壊されたと報じ、犠牲者の数は4万人を越え、一帯で人口の3分の1が失われた。また、アルゲ・バムも甚大な被害を受けた。古来よりの水路である「カナート」がこの地震により破壊されたことによって復興の大きな障害となっている。
大規模で懸命な救出作業が行なわれた。また、日本政府も翌27日に国際協力機構を通じて2500万円相当の物資救援を行なうことを決定した。同日、追加で食料援助を目的とする77万ドル（約8300万円）の緊急無償資金協力を決定、援助総額は1億800万円相当となった。また、更に救援・復興を目的として自衛隊を派遣した。
2004年、ユネスコは世界遺産リストに掲載するとともに危機遺産リストに登録した。2013年、遺跡の修復・保全活動が評価され危機遺産リストから除外された。

## 世界遺産登録基準
この世界遺産は世界遺産登録基準のうち、以下の条件を満たし、登録された（以下の基準は世界遺産センター公表の登録基準からの翻訳、引用である）。
- (2) ある期間を通じてまたはある文化圏において、建築、技術、記念碑的芸術、都市計画、景観デザインの発展に関し、人類の価値の重要な交流を示すもの。
- (3) 現存するまたは消滅した文化的伝統または文明の、唯一のまたは少なくとも稀な証拠。
- (4) 人類の歴史上重要な時代を例証する建築様式、建築物群、技術の集積または景観の優れた例。
- (5) ある文化（または複数の文化）を代表する伝統的集落、あるいは陸上ないし海上利用の際立った例。もしくは特に不可逆的な変化の中で存続が危ぶまれている人と環境の関わりあいの際立った例。

## 気候
砂漠気候（ケッペンの気候区分：BWh）で長く熱い夏と、短く熱さが和らぐ冬がある。平均年間降水量は約60㎜。
| Bam 1067m (1956–2010)の気候 | Bam 1067m (1956–2010)の気候 | Bam 1067m (1956–2010)の気候 | Bam 1067m (1956–2010)の気候 | Bam 1067m (1956–2010)の気候 | Bam 1067m (1956–2010)の気候 | Bam 1067m (1956–2010)の気候 | Bam 1067m (1956–2010)の気候 | Bam 1067m (1956–2010)の気候 | Bam 1067m (1956–2010)の気候 | Bam 1067m (1956–2010)の気候 | Bam 1067m (1956–2010)の気候 | Bam 1067m (1956–2010)の気候 | Bam 1067m (1956–2010)の気候 |
| 月 | 1月                         | 2月                         | 3月                         | 4月                         | 5月                         | 6月                         | 7月                         | 8月                         | 9月                         | 10月                        | 11月                        | 12月                        | 年                          |
| --- | --------------------------- | --------------------------- | --------------------------- | --------------------------- | --------------------------- | --------------------------- | --------------------------- | --------------------------- | --------------------------- | --------------------------- | --------------------------- | --------------------------- | --------------------------- |
| 最高気温記録 °C （°F） | 30.0 (86)                   | 33.2 (91.8)                 | 38.0 (100.4)                | 39.6 (103.3)                | 44.6 (112.3)                | 47.6 (117.7)                | 46.6 (115.9)                | 47.0 (116.6)                | 43.6 (110.5)                | 40.0 (104)                  | 34.2 (93.6)                 | 32.0 (89.6)                 | 47.6 (117.7)                |
| 平均最高気温 °C （°F） | 16.5 (61.7)                 | 19.7 (67.5)                 | 24.7 (76.5)                 | 30.2 (86.4)                 | 35.3 (95.5)                 | 39.2 (102.6)                | 39.6 (103.3)                | 38.2 (100.8)                | 35.4 (95.7)                 | 30.6 (87.1)                 | 23.8 (74.8)                 | 18.4 (65.1)                 | 29.3 (84.7)                 |
| 日平均気温 °C （°F） | 10.7 (51.3)                 | 13.6 (56.5)                 | 18.5 (65.3)                 | 23.8 (74.8)                 | 28.8 (83.8)                 | 32.8 (91)                   | 33.6 (92.5)                 | 32.0 (89.6)                 | 28.9 (84)                   | 24.0 (75.2)                 | 17.5 (63.5)                 | 12.4 (54.3)                 | 23.0 (73.4)                 |
| 平均最低気温 °C （°F） | 4.8 (40.6)                  | 7.6 (45.7)                  | 12.3 (54.1)                 | 17.4 (63.3)                 | 22.4 (72.3)                 | 26.4 (79.5)                 | 27.6 (81.7)                 | 25.8 (78.4)                 | 22.3 (72.1)                 | 17.4 (63.3)                 | 11.2 (52.2)                 | 6.4 (43.5)                  | 16.8 (62.2)                 |
| 最低気温記録 °C （°F） | −9.0 (15.8)                 | −5.0 (23)                   | −3.0 (26.6)                 | 4.0 (39.2)                  | 9.5 (49.1)                  | 18.0 (64.4)                 | 19.0 (66.2)                 | 15.0 (59)                   | 11.0 (51.8)                 | 6.0 (42.8)                  | −2.0 (28.4)                 | −7.0 (19.4)                 | −9.0 (15.8)                 |
| 降水量 mm （inch） | 12.0 (0.472)                | 8.9 (0.35)                  | 12.2 (0.48)                 | 9.7 (0.382)                 | 5.5 (0.217)                 | 0.6 (0.024)                 | 0.9 (0.035)                 | 0.6 (0.024)                 | 0.2 (0.008)                 | 0.9 (0.035)                 | 2.2 (0.087)                 | 5.1 (0.201)                 | 58.8 (2.315)                |
| 平均降水日数 （≥1.0 mm） | 2.1                         | 1.8                         | 2.7                         | 2.3                         | 1.1                         | 0.2                         | 0.1                         | 0.1                         | 0.1                         | 0.4                         | 0.6                         | 1.2                         | 12.7                        |
| 平均降雪日数 | 0.4                         | 0.1                         | 0.0                         | 0.0                         | 0.0                         | 0.0                         | 0.0                         | 0.0                         | 0.0                         | 0.0                         | 0.0                         | 0.2                         | 0.7                         |
| % 湿度 | 46                          | 41                          | 36                          | 31                          | 26                          | 21                          | 21                          | 21                          | 22                          | 27                          | 34                          | 42                          | 30                          |
| 平均月間日照時間 | 234.1                       | 223.8                       | 239.5                       | 258.3                       | 311.2                       | 331.4                       | 338.4                       | 336.8                       | 306.6                       | 296.8                       | 260.4                       | 240.2                       | 3,377.5                     |
| 出典：Iran Meteorological Organization (records), (temperatures), (precipitation), (humidity), (days with precipitation), (sunshine) |                             |                             |                             |                             |                             |                             |                             |                             |                             |                             |                             |                             |                             |

2007年3月16日、警報も無く130 km/hの速度の砂嵐がバムに直撃し、3人の子供が窒息死、車の事故で2人死亡、14人以上が怪我を負った。